# 김결희
김결희(Kuylhee Kim)는 대한민국의 성형외과 전문의이다. 강동성심병원 소속의 한림대학교 의과대학 교수이다. 국경없는의사회에서도 활동하고 있다.

## 주요 수술 분야
- 미용 가슴 수술 - 가슴 확대/축소/리프팅
- 가슴 재건 수술
- 성전환 수술[1]

## 가족
데이팅앱을 통해 일본계 미국인 남편 저스틴(Justin Sasaki) 과 결혼하였다.